# Список умерших в 524 году

## Апрель
- 20 апреля — Иоанн III[англ.] — патриарх Иерусалимский (515—524)

## Май
- 1 мая — Сигизмунд, король бургундов (516—524), католический святой.

## Июнь
- 21 июня — Хлодомер, король франков (511—524).

## Июль
- 12 июля — Вивентиол Лионский, епископ Лионский (514—524), раннехристианский католический святой.

## Октябрь
- 25 октября — Боэций, римский государственный деятель, философ-неоплатоник, теоретик музыки, христианский теолог, святой католической Церкви; казнён.

## Ноябрь
- 29 ноября — Акуль-Мо-Наб I (59), правитель Баакульского царства майя со столицей в Лакам-Ха (Паленке) (501—524).

## Дата смерти неизвестна или требует уточнения
- Пуджьяпада[англ.] — грамматик и философ джайнизма
- Чжоу Шэ[кит.] — премьер-министр де-факто династии Лян (503—524)
- Юйцзюлюй Поломэнь, каган жужаней (521—524).